# Parigné-le-Pôlin
Parigné-le-Pôlin település Franciaországban, Sarthe megyében. Lakosainak száma 1038 fő (2022. január 1.). Parigné-le-Pôlin Guécélard, Yvré-le-Pôlin, Cérans-Foulletourte és Roézé-sur-Sarthe községekkel határos.

## Népesség
A település népességének változása:
| Lakosok száma | 1094 | 1093 | 1170 | 1082 | 1075 | 1073 | 1062 | 1051 | 1038 |
|               | 2013 | 2015 | 2016 | 2017 | 2018 | 2019 | 2020 | 2021 | 2022 |